# Langvasshøe
De Langvasshøe is een berg behorende bij de gemeente Lom in de provincie Oppland in Noorwegen. De berg, gelegen in Nationaal park Jotunheimen, heeft een hoogte van 2030 meter.
De Langvasshøe is onderdeel van het gebergte Jotunheimen.